# Nolina georgiana
Espèce
Synonymes
- Phalangium virgatum Poir.[1]

Nolina georgiana est une espèce végétale de la famille des Asparagaceae. Elle pousse sur sol sablonneux, dans des zones herbeuses ou sous des pinèdes ou chêneraies à Quercus laevis, dans les états de Géorgie ou de Caroline du Sud (États-Unis).